# Сердюк Тамара Сергіївна
Тамара Сергіївна Сердюк (нар. 10 лютого 1937, Київ) — радянський, український режисер монтажу кіностудії ім. О. Довженка.

## Життєпис
Народилася 10 лютого 1937 р. в Києві в родині інженера.
Закінчила Вищі курси режисерів з монтажу при Всесоюзному державному інституті кінематографії (1983).
Член Національної Спілки кінематографістів України.

## Фільмографія
Режисер монтажу:
- «Серце Бонівура» (1969)
- «Людина в прохідному дворі» (1971)
- «Пропала грамота» (1972)
- «Марина» (1974)
- «Ральфе, здрастуй!» (1975, новела «Боцман»)
- «Втеча з палацу» (1975)
- «Така вона, гра» (1976)
- «Будьте напоготові, Ваша високосте!» (1978)
- «Впізнай мене» (1979)
- «Під сузір'ям Близнюків» (1979)
- «Довгі дні, короткі тижні...» (1980, т/ф, 2 с)
- «Два дні на початку грудня» (1981, т/ф)
- «Зоряне відрядження» (1982)
- «Раптовий викид» (1983)
- «Таємниця корабельного годинника» (1983)
- «…І чудова мить перемоги» (1984)
- «Дев'яте травня» (1987) та ін.
- «Браві хлопці» (1993)